# Bisdom Três Lagoas
Het bisdom Três Lagoas (Latijn: Dioecesis Trilacunensis) is een rooms-katholiek bisdom met als zetel Três Lagoas, in Brazilië. Het bisdom is suffragaan aan het aartsbisdom Campo Grande.

## Geschiedenis
Het bisdom werd opgericht op 3 januari 1978, uit delen van het bisdom Campo Grande, en was suffragaan aan het aartsbisdom Cuiabá. Op 27 november 1978 veranderde het van kerkprovincie en werd suffragaan aan het nieuw verheven aartsbisdom Campo Grande.

## Parochies
Het bisdom had in 2021 een oppervlakte van 57.877 km2 en telde 285.822 inwoners waarvan 72,1% rooms-katholiek was.

## Bisschoppen
- Geraldo Majela Reis (3 januari 1978 - 3 februari 1981)
- Izidoro Kosinski (8 mei 1981 - 7 januari 2009)
- José Moreira Bastos Neto (7 januari 2009 - 26 april 2014)
- Luiz Gonçalves Knupp (25 februari 2015 - heden)

Campo Grande (aartsbisdom) · Corumbá · Coxim · Dourados · Jardim · Naviraí · Três Lagoas